# In London for tea
In London for tea is een muziekalbum van Peter & Gordon. Het duo heeft hun hoogtepunt dan al achter de rug. De verkoop van singles verliep goed, maar van albums liet het te wensen over. In het Verenigd Koninkrijk zag hun platenlabel Capitol Records verder af van langspeelplaten, singles werden nog wel uitgegeven. In de Verenigde Staten had men haast, In London for tea was het derde album dat werd uitgegeven in 5 maanden tijd. Dat begon in te werken op het werk, dat de heren zongen; er werd dan ook gekozen voor een album met covers.
The jokers werd later muziek bij de gelijknamige film. In The jokers is een mellotron, een dan weer typisch Brits muziekinstrument, te horen.

## Musici
- Peter Asher – zang, gitaar
- Gordon Waller – zang, gitaar

## Muziek
| Nr. | Titel                                                              | Duur |
| --- | ------------------------------------------------------------------ | ---- |
| 1.  | London at night (Cat Stevens)                                      |      |
| 2.  | The jokers (Mike Leander, Charles Mills)                           |      |
| 3.  | I’m your puppet (Spooner Oldham, Dan Penn)                         |      |
| 4.  | Here comes that hurt again (Allen Toussaint)                       |      |
| 5.  | You've got your troubles (Roger Greenaway, Roger Cook)             |      |
| 6.  | Sally go ‘round the roses (Z.Sanders, Lona Stevens)                |      |
| 7.  | Sunday for teas (John Carter, KenLewis)                            |      |
| 8.  | Red, cream and velvet (Waller)                                     |      |
| 9.  | Stop, look and listen (Jim Breedlove, Patricia Brown)              |      |
| 10. | Please help me, I’m falling (Don Robertson, Hall Blair)            |      |
| 11. | Goodbye my love (Leroy Swearingen, Lamar Simington, Robert Mosley) |      |

Sunday for tea werd met B-kant Start trying something else nog uitgegeven als single. Album en single verkochten maar matig en kwamen niet in de Britse single/albumlijst. Sunday for tea haalde plaats 31 in de Billboard Hot 100.